# Ankazobe
Ankazobe är en ort i Madagaskar.   Den ligger i regionen Analamanga, i den centrala delen av landet, 80 km nordväst om huvudstaden Antananarivo. Ankazobe ligger 1 231 meter över havet och antalet invånare är 15 722.
Terrängen runt Ankazobe är varierad. Runt Ankazobe är det glesbefolkat, med 19 invånare per kvadratkilometer. Det finns inga andra samhällen i närheten. Omgivningarna runt Ankazobe är huvudsakligen savann.